# Joe Ball (cầu thủ bóng đá)
Joseph Howard Ball (4 tháng 4 năm 1931 – 4 tháng 12 năm 1974) là một cầu thủ bóng đá thi đấu ở vị trí Tiền vệ chạy cánh. Ông sinh ra ở Walsall. Trong một khoảng sự nghiệp ngắn, ông thi đấu cho ba câu lạc bộ. Đó là Banbury Spencer nơi ông rời đi năm 1951 để đến Ipswich Town F.C.. Ông ở lại với đội bóng đến năm 1954, trước khi đến câu lạc bộ cuối cùng, Aldershot F.C..